# Колібрі-коронет каштановогрудий
Колі́брі-коронет каштановогрудий (Boissonneaua matthewsii) — вид серпокрильцеподібних птахів родини колібрієвих (Trochilidae). Мешкає в Андах.

## Опис

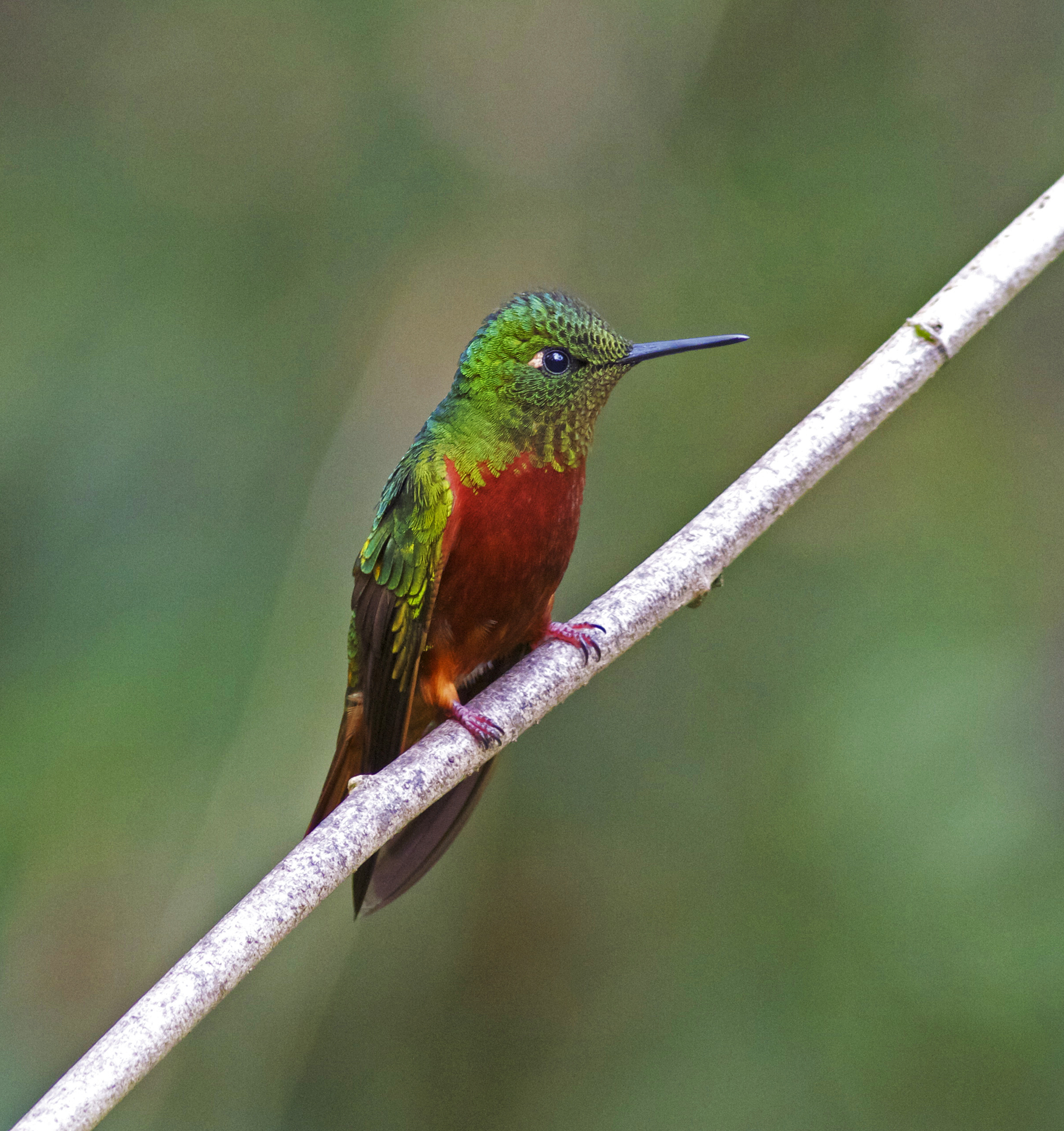
Каштановогрудий колібрі-коронет (Еквадор)

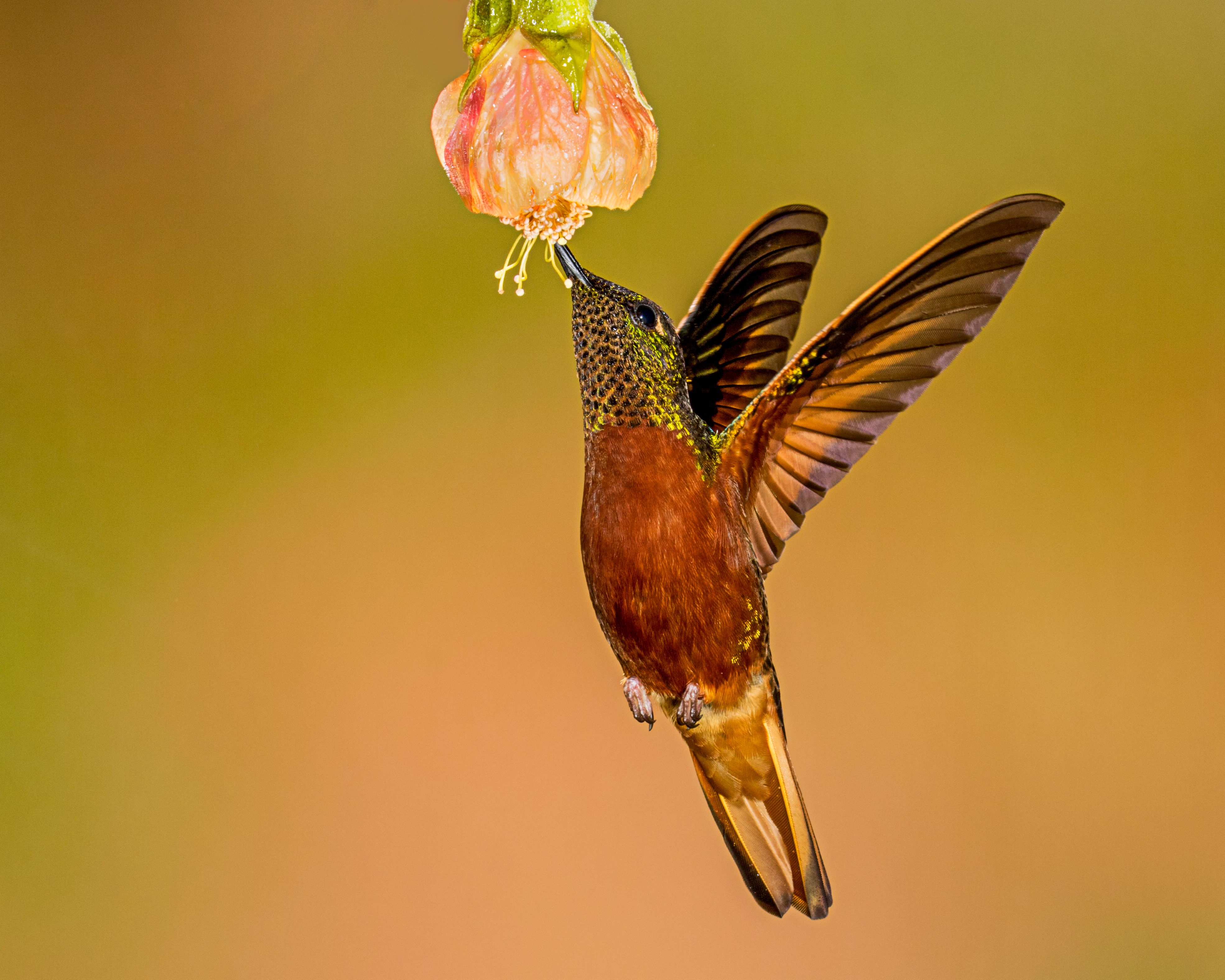
Каштановогрудий колібрі-коронет

Довжина птаха становить 10,5-13 см, вага 6,5-8,3 г. У самців верхня частина тіла зелена, металево-блискуча, горло охристе, поцятковане жовтувато-зеленими плямками, решта нижньої частини тіла рудувато-каштанова, з боків дещо поцяткована зеленими плямками. Центральні стернові пера бронзові, решта рудувато-коричневі з бронзовими кінчиками. За очима білі плямки. Дзьоб короткий, прямий, відносно товстий, довжиною 18 мм. Самиці мають подібне забарвлення, однак нижня частина тіла у них більш бліда, а горло менш плямисте.

## Поширення і екологія
Каштановогруді колібрі-коронети мешкають в Андах на крайньому південному сході Колумбії (Нариньйо, Путумайо), в Еквадорі (зокрема в горах Кордильєра-дель-Кондор) і в Перу (на південь до Куско). Вони живуть у вологих гірських тропічних лісах, на узліссях і в садах. Зустрічаються переважно на висоті від 1200 до 2700 м над рівнем моря, в Еквадорі на висоті від 1600 до 3300 м надд рівнем моря, переважно на висоті від 1900 до 2700 м над рівнем моря, в Перу на висоті від 1500 до 3300 м над рівнем моря.
Каштановогруді колібрі-коронети живляться нектаром квітів, яких шукають в кронах дерев і в середньому ярусі лісу, а також комахами, яких ловлять в польоті. Захищають кормові території. При живленні птахи чіпляються лапами за суцвіття.